# 剪切模量

剪應變

剪力模數（shear modulus）是材料力學中的名詞，彈性材料承受剪應力時會產生剪應變，定義為剪應力與剪應變的比值。公式記為
{\displaystyle G={\frac {\tau }{\gamma }}}
其中，{\displaystyle G\,} 表示剪力模數，{\displaystyle \tau \,} 表示剪應力，{\displaystyle \gamma \,} 表示剪應變。在均質且等向性的材料中：
{\displaystyle G={E \over {2(1+\nu )}}}
其中，{\displaystyle E\,} 是楊氏模數(Young's modulus )，{\displaystyle \nu \,} 是泊松比(Poisson's ratio)。

## 波
在均匀各向同性固体中，有两种波:P波和S波。剪切波的速度，{\displaystyle (v_{s})}由剪切模量控制， 
{\displaystyle v_{s}={\sqrt {\frac {G}{\rho }}}}
其中
G是剪切模量
{\displaystyle \rho }是固体的密度.

## 金属的剪切模量

Shear modulus of copper as a function of temperature. The experimental data are shown with colored symbols.

金属的剪切模量通常随温度的升高而降低。在高压下，剪切模量也随外加压力的增大而增大。在许多金属中，熔点温度、空位形成能和剪切模量之间的关系已经被观察到。
有几种模型试图预测金属的剪切模量(可能还有合金的剪切模量)。在塑性流动计算中使用的剪切模量模型包括:
1. MTS剪切模量模型由机械阈值应力(MTS)塑性流动应力模型开发并与之结合使用。[4][5][6]
2. 由SCGL流动应力模型开发并与之结合使用的SCGL剪切模量模型。[7]
3. 纳达尔和LePoac (NP)剪切模量模型，利用Lindemann理论确定剪切模量对温度的依赖关系，利用SCG模型确定剪切模量对压力的依赖关系。[2]

### MTS剪切模型
MTS剪切模量模型为:
{\displaystyle \mu (T)=\mu _{0}-{\frac {D}{\exp(T_{0}/T)-1}}}
其中{\displaystyle \mu _{0}}为{\displaystyle T=0K}处的剪切模量，{\displaystyle D}和{\displaystyle T_{0}}为材料常数。